# Casa natal de Rafael Casanova
La Casa natal de Rafael Casanova és un edifici de Moià declarat Bé Cultural d'Interès Nacional. Al marge del seu interés arquitectònic, té indubtable interés històric per haver-hi nascut, cap a l'any 1660, Rafael Casanova i Comas, conseller en cap de Barcelona i defensor de la ciutat davant les forces de Felip V en la jornada de l'11 de setembre del 1714. Actualment acull la Casa Museu de Rafael Casanova, l'Arxiu Històric de Moià i el Museu Arqueològic i Paleontològic-Coves del Toll de Moià.

## Descripció
L'edifici actual és la unió de dues cases, una del segle xvi i l'altra del xvii. Constava de soterrani, on hi havia dues cavallerisses, magatzem, celler i un portal d'accés a l'hort, situat en el pati posterior, que tenia dues cisternes per regar-lo. La planta baixa tenia tres habitacions destinades al masover (actual Arxiu). A la façana principal hi havia el portal d'accés d'arc de mig punt i adovellat, i un altre portal que donava pas a les cavallerisses (més tard tapiat i convertit en finestra). Les parets estan arrebossades i decorades amb esgrafiats. Hi destaquen dues finestres de caràcter gòtic situades damunt del portal d'accés. El portal, que en un principi era d'arc de mig punt i adovellat, es convertí més tard en un arc rebaixat. S'obrí de nou la porta que conduïa a les cavallerisses. Damunt el portal principal hi ha dues finestres de caràcter gòtic, i el primer pis presenta dos balcons de pedra picada i barana de ferro forjat. Totes les obertures estan emmarcades amb carreus de pedra picada.
A la planta noble, on vivia el propietari, s'accedia mitjançant una escala de pedra coberta amb una torre-cúpula, amb l'escut heràldic de fusta just al bell mig del cel ras. Constava de saló amb oratori, despatx, cuina, menjador i els dormitoris amb alcova. Per una escala secundària s'accedia a les golfes, amb molts desnivells, destinades al servei i magatzem. Després de l'afegit d'un nou cos al segle xvii, ja per a la família Casanova, l'edifici va quedar configurat de la manera següent: la casa segueix l'alineació del carrer de Rafael Casanova, amb una inflexió al mig que la divideix en dos cossos ben diferenciats.
L'edifici té una façana sòbria de tres plantes: planta baixa, pis i golfes, que afronta al carrer d'en Rafael de Casanova, davant mateix de l'església parroquial. La façana posterior, que dona a un hort, té un pis més, ja que entre la part del davant i la del darrere hi ha un desnivell considerable. Té dos cossos ben diferenciats pels dos tipus de galeries que la configuren: el cos de Can Sabater, afegit al segle xvii, presenta una galeria de planta baixa i dos pisos. L'estructura és de fusta de roure, amb un pilar quadrat de pedra picada situat al bell mig i que uneix els dos pisos superiors. El pilar que uneix la planta baixa amb el primer pis és de planta quadrada format per un conglomerat de petites pedres. L'interior dels murs de la galeria estaven decorats amb pintures murals amb motius florals i al·legòrics. Estava coberta amb embigats de fusta de roure i totes les obertures estaven emmarcades amb pedra picada. Hi ha una escala de pedra picada que comunica amb l'hort.
La galeria de Can Casanova és nova i sobreposada amb una estructura independent. Té dos nivells: el primer cobreix la planta soterrani i la planta baixa, i el segon correspon a la planta noble. La part inferior està coberta amb volta encofrada i té quatre arcades de mig punt de pedra picada, que estan sostingudes per pilars de planta quadrada. Tres de les arcades són iguals però la quarta és més estreta, ja que concordava amb la sala on hi havia el teler. Aquest cos havia de ser l'eix de les noves galeries (Can Sabater-Can Casanova), ja que a la cantonada hi ha un pilar i l'arrencada d'una arcada, que assenyalen la continuïtat d'un altre cos que hauria substituït la galeria vella de Can Sabater, però que no es va continuar.
En traspassar l'entrada, s'observa un ampli vestíbul cobert amb biguetes i revoltons de formigó, tot enguixat, a imitació de les bigues de fusta antigues, i pavimentat amb lloses de pedra serrada. Les parets estan enguixades i presenten, a la dreta, l'obertura d'una gran arcada de mig punt i adovellada, de pedra picada i amb pilars quadrats estriats, que dona pas, amb un desnivell d'un graó, a l'espai que ocupa l'escala noble. Cal destacar al costat d'aquesta arcada una escala de pedra de quatre graons que servia per pujar a cavall. Al fons de la porta principal se situen les sales de treball i de magatzem de l'actual arxiu, abans estatge del masover. A l'altra banda de l'escala noble hi ha una porta rectangular emmarcada amb pedra picada i amb una rampa, que comunica amb la sala destinada actualment a les exposicions itinerants, abans magatzem.
La porta d'accés a la planta noble és de fusta treballada. Aquesta dona a un petit vestíbul on es troba l'entrada a la sala principal que comunica amb la capella. Aquesta és d'estructura barroca tardana. Des de la sala principal s'accedeix a una sola sala, més petita que, condueix al dormitori principal i l'alcova. El dormitori està decorat sumptuosament amb grans pintures murals del segle xviii que representen la història d'Esther i Asuero.
Les golfes presenten molts desnivells fruit de les successives modificacions de les cobertes. El 1940 es reformà la teulada i s'apujà el pendent respectant la cornisa.

## Història
La branca moianesa de la família Casanova es formà arran del matrimoni celebrat el 1510 entre Jaume Casanova i Joana Cladelles. El 1562, Francesc Casanova comprà a Antic Alies (o Elies), paraire de Moià, una casa que aquest tenia a la vila, al carrer de la Rectoria, on es traslladaria la família, fins aleshores resident al camp.
La casa fou ampliada amb la compra dels edificis del costat, fins a convertir-se a finals del segle xvii en el casal actual, conegut per Can Casanova, edifici on nasqué, pels volts del 1660, Rafael Casanova i Comes, advocat i polític partidari de Carles d'Àustria durant la Guerra de Successió Espanyola i darrer conseller en Cap de Barcelona (1713-1714). La seva figura s'ha convertit, en el transcurs del temps, en símbol i referent de la lluita per la recuperació de les llibertats a Catalunya. És objecte d'homenatge durant la Diada Nacional de Catalunya.
La casa va ser propietat de la família Casanova fins a l'any 1785, any en el qual passà a fer funció de segona residència. Durant la Guerra del Francès va ser, alternativament, quarter general francès i caserna de l'exèrcit espanyol. Després de l'any 1839 va fer les funcions de seu provisional de l'Ajuntament. Ja al segle xxsegle xx, ha estat seu d'una llard d'infants guarderia, de diferents col·lectius (sindicats, magatzems, etc.) fins que l'any 1939 adquirí la funció de museu-arxiu sota la direcció de la Diputació de Barcelona.
El 1940 es reformà la teulada i s'apujà el pendent respectant la cornisa, i entre 1981 i 1982 es restaurà la façana de l'hort.
El 1984, l'edifici fou adquirit per la Generalitat de Catalunya a la família Vives-Casanova, descendents directes de l'últim Casanova. La seva adquisició responia a la voluntat de restaurar-lo, respectant les dependències i el mobiliari i mantenir la seva funció de Museu i Arxiu. El 1986 la Generalitat va ampliar l'edifici amb la compra de la casa veïna coneguda com a Can Sabater i en va iniciar les obres d'adequació per a transformar-lo en la seu del Museu local, Arxiu Comarcal i Museu Arqueològic, que culminaren amb la inauguració el setembre de 1993.

## Institucions
El mateix edifici comparteix diverses institucions: 

### Casa Museu Rafael Casanova
El Museu Rafael Casanova, amb informació biogràfica del personatge. Aquesta part de la casa acull una exposició que mostra les claus del conflicte: des de l'esclat d'una guerra internacional per determinar el successor a la corona espanyola després de la mort de Carles II sense descendència fins a la caiguda de la ciutat de Barcelona a mans de les tropes borbòniques, mentre Rafael Casanova era responsable de la defensa de la ciutat com a conseller en cap i comandant de la Coronela.

### Arxiu Històric de Moià
Està ubicat a la planta baixa i es va formar l'any 1936, quan van ser dipositats a l'edifici diversos documentes de procedències diverses amb l'objectiu de preservar-los de la destrucció durant els primers dies de la Guerra Civil espanyola. Entre els seus fons destaquen alguns fons notarials del segle xiii a xvii, així com un conjunt de pergamins dels segles xi-xviii i els fons de l'antiga Comunitat de Preveres de l'església de Moià (segles xv–xx). També custodia part del fons de l'Ajuntament de Moià (1840 – 1975) així com diversos fons de particulars, empreses, institucions i entitats del municipi.

### Museu Coves del Toll de Moià
El Museu Arqueològic i Paleontològic-Coves del Toll de Moià, dotat de col·leccions arqueològiques sobretot provinents de la Cova del Toll. El fons el conformen les col·leccions arqueològiques procedents de les coves del Toll, complex integrat per quatre cavernes i un avenc que es formaren durant el període del Pliocè en el Quaternari, i en menor mesura, d'altres jaciments de la comarca. El museu forma part de la Xarxa de Museus Locals de la Diputació de Barcelona, i gestiona també el Parc Prehistòric de les Coves del Toll. El museu arqueològic està organitzat en diferents espais temàtics que, a partir de les restes trobades a les coves del Toll, permeten estudiar la prehistòria al Moianès: la situació geogràfica de la cova, la formació geològica, la fauna del Quaternari i, per acabar, la presència humana i les seves conseqüències. Del fons del museu destaquen les restes de fauna quaternària (ossos, lleons, rinoceronts, hipopòtams, etc.) i indicis de presència humana des del Paleolític mitjà.